# Øse Sogn
Øse Sogn ist eine Kirchspielsgemeinde (dän.: Sogn) im südlichen Dänemark. Bis 1970 gehörte sie zur Harde Skast Herred im damaligen Ribe Amt, danach zur Helle Kommune im erweiterten Ribe Amt, die im Zuge der  Kommunalreform zum 1. Januar 2007 in der „neuen“  Varde Kommune in der Region Syddanmark aufgegangen ist.
Im Kirchspiel leben 1420 Einwohner (Stand:1. Januar 2023). Im Kirchspiel liegt die Kirche „Øse Kirke“.
Nachbargemeinden sind im Norden Hodde Sogn, im Nordosten Ansager Sogn, im Osten Vester Starup Sogn, im Südwesten Fåborg Sogn, im Süden Årre Sogn, im Südosten Næsbjerg Sogn und im Westen Thorstrup Sogn.